# Хасидатэ (яхта)
«Хасидатэ» (яп. はしだて) — яхта Военно-морских сил Японии. По официальной классификации «секретный военный катер». Название связано с одним из трёх знаменитых пейзажей Японии — песчаной косой Аманохасидатэ.

## Статус
Во многих[каких?] справочниках не указана принадлежность судна к императорским яхтам, поскольку формально это корабль военно-морских сил, имеющий определённые функции. Но фактически яхта используется семьей императора Японии как для официальных встреч, так и для отдыха.

## Служба
Сменила в 1999 году яхту Hiyodori (ASY 92).
Не рассчитана на длительные переходы, основной район использования — Токийский залив и прибрежные воды Японии. Внутренняя отделка аскетична для кораблей подобного типа. Во время чрезвычайных ситуаций может использоваться как госпитальное судно.
Базируется в Йокосуке.

## Интересные факты
Название Хасидатэ было достаточно распространено в императорском флоте Японии, так как это имя носил первый бронепалубный крейсер, построенный в Японии.